# Herpy-l'Arlésienne
Herpy-l'Arlésienne é uma comuna francesa na região administrativa de Grande Leste, no departamento Ardenas. Estende-se por uma área de 10,53 km². Em 2010 a comuna tinha 208 habitantes (densidade: 19,8 hab./km²).